# 9315 Weigel
9315 Weigel eller 1988 PP2 är en asteroid i huvudbältet som upptäcktes den 13 augusti 1988 av den tyske astronomen Freimut Börngen vid Tautenburg-observatoriet. Den är uppkallad efter den tyske matematikern och astronomen Erhard Weigel.
Asteroiden har en diameter på ungefär 4 kilometer.